# Горење Поље (Канал об Сочи)
Горење Поље (словен. Gorenje Polje, итал. Goregna Poglie) је насељено место у општини Канал, Горишка регија, Словенија.

## Историја
До територијалне реорганизације у Словенији било је у саставу старе општине Нова Горица. Као самостално насеље Горење Поље постоји од 2008. године. Настала је издвајањем дела из насеља Анхово.

## Становништво
У попису становништва из 2011. године, Горење Поље је имало 84 становника.
| Број становника према пописима |
| ------------------------------ |
| 2011                           |
| 84                             |

Напомена: Године 2008. настала издвајањем дела из насеља Анхово.